# COGAG

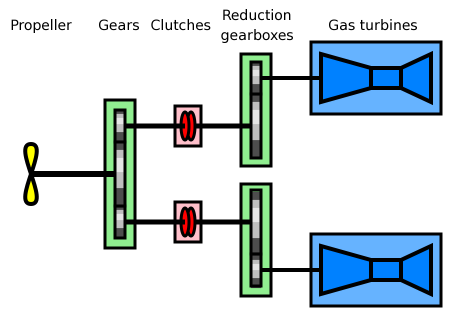

COGAG (англ. Combined Gas and Gas,  Комбіновані газ та газ) - тип комбінованої морської енергетичної установки для кораблів, яка складається з двох газових турбін.
Оскільки ефективність газової турбіни є максимальна на максимальній потужності, у цій системі турбіни мають різну потужність. Одна призначена для руху з крейсерською швидкістю, інша  для руху на максимальній швидкості. 
Коробка передач дозволяє як окрему роботу кожної із турбін, так і спільну роботу на гребний вал.
Порівняно з енергетичними установками за схемами CODAG чи CODOG система COGAG займає менше місця, але програє в паливній ефективності при руху з крейсерською швидкістю, в системі CODAG програє також в ефективності при руху з максимальною швидкістю.

## Кораблі, на яких використовується система COGAG
- Ескадрені міноносці типу «Колкатта» ВМС Індії
- Фрегати типу 22 ВМС Великої Британії
- Авіаносці типу «Інвінсібл» ВМС Великої Британії
- Авіаносець «Кавур» ВМС Італії
- Ескадрені міноносці типу «Асагірі» ВМС Японії
- Ескадрені есмінці-вертольотоносці типу «Хюґа» ВМС Японії
- Ескадрені есмінці-вертольотоносці типу «Ідзумо» ВМС Японії
- Сторожові кораблі проєкту 11540 ВМФ СРСР / ВМФ Росії
- Ракетні катери типу «Скельд» ВМС Норвегії
- Ескадрені міноносці типу «Король Седжон» ВМС Республіки Корея